# Сонвільє
Сонвільє (фр. Sonvilier) — громада  в Швейцарії в кантоні Берн, адміністративний округ Бернська Юра.

## Географія
Громада розташована на відстані близько 45 км на північний захід від Берна.
Сонвільє має площу 23,8 км², з яких на 4,5% дозволяється будівництво (житлове та будівництво доріг), 60,9% використовуються в сільськогосподарських цілях, 34,3% зайнято лісами, 0,3% не є продуктивними (річки, льодовики або гори).

## Демографія
2019 року в громаді мешкало 1237 осіб (+4,8% порівняно з 2010 роком), іноземців було 12,9%. Густота населення становила 52 осіб/км².
За віковим діапазоном населення розподілялося таким чином: 25% — особи молодші 20 років, 59,4% — особи у віці 20—64 років, 15,6% — особи у віці 65 років та старші. Було 531 помешкань (у середньому 2,3 особи в помешканні).
Із загальної кількості 297 працюючих 114 було зайнятих в первинному секторі, 25 — в обробній промисловості, 158 — в галузі послуг.